# Govrlevo
Govrlevo (makedonska: Говрлево) är en ort i Nordmakedonien. Den ligger i kommunen Sopište, i den centrala delen av landet, 10 kilometer sydväst om huvudstaden Skopje. Govrlevo ligger 589 meter över havet och antalet invånare är 124.